# Elecciones estatales de Zacatecas de 2010
Las elecciones estatales de Zacatecas de 2010 se celebraron el domingo 4 de julio de 2010, habiéndose renovado los siguientes cargos de elección popular en el estado mexicano de Zacatecas:
- Gobernador de Zacatecas. Titular del Poder Ejecutivo del estado, electo para un periodo de seis años no reelegibles en ningún caso. El candidato electo fue Miguel Alonso Reyes.
- 58 ayuntamientos. Compuestos por un Presidente Municipal y regidores, electos para un periodo de tres años no reelegibles para el periodo inmediato.
- 18 Diputados al Congreso del Estado. Electos por mayoría relativa en cada uno de los Distrito Electorales.

## Resultados electorales

### Gobernador
Se registró un padrón de 1 millón 107 mil 323 electores, con una participación electoral del 59.4%.
|  | 16.95 % |

|  | 43.19 % |

|  | 23.22 % |

|  | 13.59 % |

|  | 0.00 % |

|  | 2.71 % |

|  | 100.00 % |

### Municipios
Se registró un padrón de 1 millón 104 mil 725 electores, con una participación electoral del 59.0%.
|  | 18.3 % |

|  | 33.5 % |

|  | 29.2 % |

|  | 15.9 % |

|  | 0.00 % |

|  | 3.1 % |

|  | 100.00 % |

#### Municipio de Zacatecas
|  | 18.27 % |

|  | 51.27 % |

|  | 21.49 % |

|  | 6.08 % |

|  | 0.00 % |

|  | 2.87 % |

|  | 100.00 % |

#### Municipio de Fresnillo
|  | 9.03 % |

|  | 18.96 % |

|  | 26.67 % |

|  | 42.81 % |

|  | 0.00 % |

|  | 2.83 % |

|  | 100.00 % |

#### Municipio de Guadalupe
|  | 17.32 % |

|  | 28.36 % |

|  | 42.24 % |

|  | 8.61 % |

|  | 0.00 % |

|  | 3.45 % |

|  | 100.00 % |

#### Municipio de Jerez
|  | 12.85 % |

|  | 45.77 % |

|  | 25.83 % |

|  | 12.33 % |

|  | 0.00 % |

|  | 3.2 % |

|  | 100.00 % |

#### Municipio de Río Grande
|  | 7.58 % |

|  | 29.78 % |

|  | 41.62 % |

|  | 18.1 % |

|  | 0.00 % |

|  | 2.89 % |

|  | 100.00 % |

#### Municipio de Sombrerete
|  | 28.6 % |

|  | 34.82 % |

|  | 23.93 % |

|  | 9.79 % |

|  | 0.00 % |

|  | 2.83 % |

|  | 100.00 % |

### Distritos
Se registró un padrón de 1 millón 107 mil 323 electores, con una participación electoral del 59.2%.
|  | 18.3 % |

|  | 35.0 % |

|  | 27.0 % |

|  | 16.2 % |

|  | 0.00 % |

|  | 3.5 % |

|  | 100.00 % |

## Encuestas preelectorales
Laboratorio de Estadística y Matemática Aplicada (LEMA) de la UAZ

## Elecciones internas de los partidos políticos

### Partido Acción Nacional
El 12 de enero de 2010 el PAN emitió formalmente su convocatoria para la elección de su candidato a la gubernatura, el 21 de enero se registró como precandidato el senador José Isabel Trejo Reyes, y el 23 de enero el alcalde de Zacatecas, Cuauhtémoc Calderón Galván, solicitó licencia indefinidad a su cargo para poder participar en el proceso interno, registrándose como precandidato el 24 de enero con el apoyo de Luis Enrique Mercado Sánchez quien declinó sus aspiraciones en su favor.

### Partido Revolucionario Institucional - Partido del Trabajo
Ante las versiones de una posible coalición electoral entre el PRI y el PT, el 24 de enero Manuel Camacho Solís, coordinador del Diálogo para la Reconstrucción de México y Alejandro Encinas Rodríguez, descartó la posibilidad de que pudiera establecerse, sin embargo, el 25 de enero los dirigentes estatales de ambos partidos anunciaron su intención de concretarla.
Ante esto, el 31 de enero el principal aspirante a la candidatura del PT, David Monreal Ávila, anunció su declinación de la búsqueda de la candidatura para apoyar a su contraparte del PRI, Miguel Alonso Reyes.

### Partido de la Revolución Democrática
El 22 de noviembre de 2009 el senador Tomás Torres Mercado denunció que el PRD lo excluiría del proceso interno para designar candidato a la gubernatura y responsabilizó de ello a la gobernadora Amalia García y al dirigente nacional Jesús Ortega Martínez, pero anunciando que aún sin el PRD participaría en la elección a gobernador y llamando al partido a reconsiderar esta decisión, sin embargo, el 25 de noviembre la dirigencia nacional del PRD determinó que los cuatro precandidatos que disputarían la candidatura a gobernador serían Francisco Javier Calzada Vázquez, Raymundo Cárdenas, Antonio Mejía Haro y José Narro Céspedes; previamente se había descartado la posibilidad de postular al alcalde de Fresnillo David Monreal Ávila, del PT.
El 20 de enero de 2010 quedaron registrados cinco precandidatos a la gubernatura: Samuel Herrera Chávez, José Narro Céspedes, Tomás Torres Mercado, Raymundo Cárdenas y Antonio Mejía Haro, en tanto que Francisco Javier Calzada Vázquez anunció la declinación de sus intenciones de ser candidato a gobernador; el 23 de enero el Consejo Político Estatal del PRD eligió formalmente a Antonio Mejía Haro como su candidato a la gubernatura, hecho que fue inmediatamente rechazado por Raymundo Cárdenas, Juan José Quirino Salas y Camerino Eleazar Márquez, quienes llamaron a no votar por Mejía Haro.